# 讷维莱尔拉罗什
讷维莱尔拉罗什（法語：Neuviller-la-Roche，法語發音：[nøvilɛʁ la ʁɔʃ]）是法国下莱茵省的一个市镇，属于莫尔塞姆区。

## 地理
讷维莱尔拉罗什（48°26'21"N, 7°14'20"E）面积9.19 平方千米，位于法国大東部大區下莱茵省，该省份为法国大陆部分最东部的省份，是阿尔萨斯的一部分，今与上莱茵省组成了阿尔萨斯欧洲集体，其南至上莱茵省，西南接孚日省和默尔特-摩泽尔省，西接摩泽尔省，北与德国接壤，东侧沿莱茵河与德国相望。
与讷维莱尔拉罗什接壤的市镇（或旧市镇、城区）包括：贝尔蒙、纳茨维莱尔、奥特罗特、瓦尔代尔斯巴克、维尔代尔斯巴克。

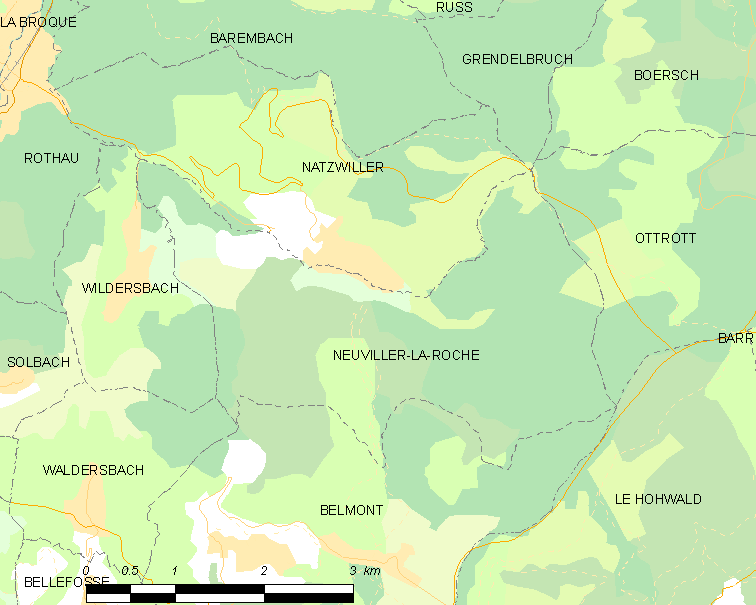
讷维莱尔拉罗什的OSM定位图

讷维莱尔拉罗什的时区为UTC+01:00、UTC+02:00（夏令时）。

## 行政
讷维莱尔拉罗什的邮政编码为67130，INSEE市镇编码为67321。

## 政治
讷维莱尔拉罗什所属的省级选区为米齐格县。

## 人口

1962-2008年间讷维莱尔拉罗什人口变化图示

讷维莱尔拉罗什于2022年1月1日时的人口数量为331人。